# Picún Leufú

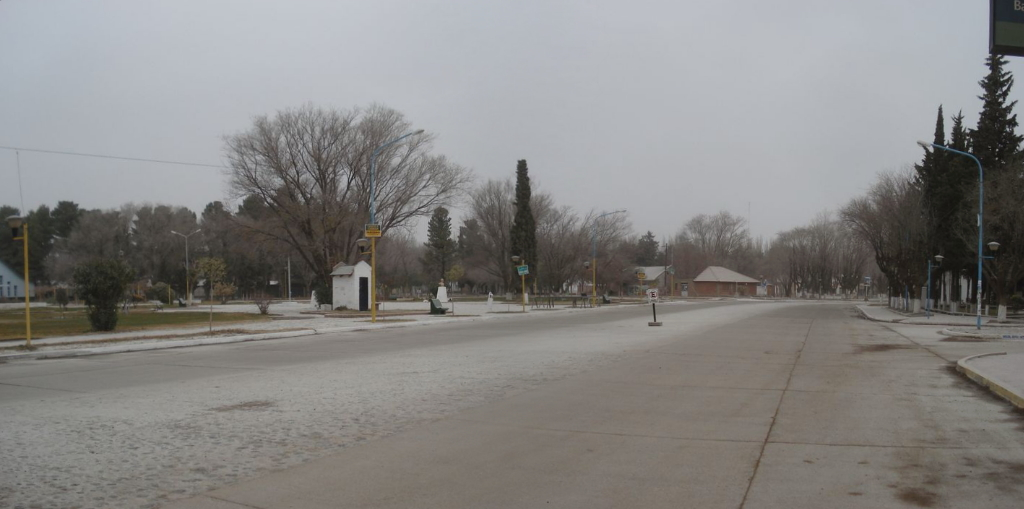
El pueblo tras la erupción volcánica

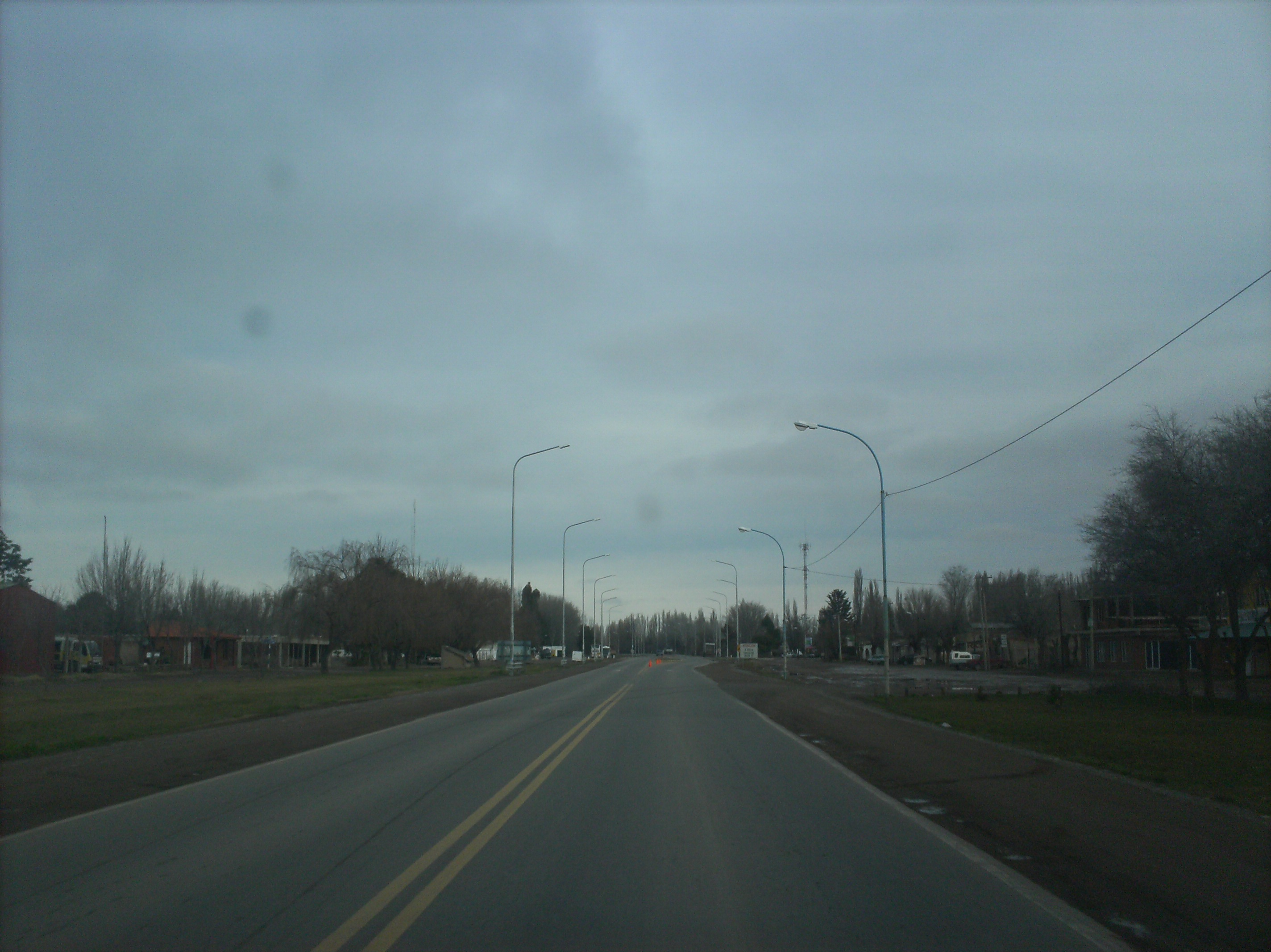
Ingreso al pueblo desde la ruta

Picún Leufú es la localidad cabecera del departamento homónimo, en la provincia del Neuquén, Patagonia argentina.
Se encuentra casi a mitad de camino entre las ciudades de Neuquén y San Carlos de Bariloche por la Ruta Nacional 237, que bordea prácticamente el Río Limay.

## Toponimia
El nombre proviene de la lengua mapudungún y significa Picun: Norte, Leufú: Arroyo = Arroyo del Norte. Las nacientes del arroyo se encuentran en la sierra del Chachil en el centro de la provincia de Neuquén. Luego de un recorrido de aproximadamente 150 kilómetros, durante el cual forma un fértil valle, desemboca en el lago artificial “Ezequiel Ramos Mexía”.

## Historia

### El Fortín
El coronel Enrique Godoy crea el Fortín Picún Leufú el 1 de diciembre de 1882. Al año siguiente, el 17 de diciembre de 1883, el mismo militar ya promovido al grado de general, decide renombrar la localidad por “Cabo Alarcón”, en homenaje al suboficial del Ejército, que durante las acciones militares llevadas a cabo contra los pueblos originarios de la región, murió durante una misión de correo. Desde aquel momento dicho fortín con una dotación de 20 hombres se constituyó en un paso obligado hacia la Cordillera de los Andes. La localidad contaba con escuela, un palomar militar, comisaría, registro civil/juzgado de paz, almacén de ramos generales, herrería, carpintería y fábrica de carros.

### Primera relocalización
En el año 1912 ocurrió la primera relocalización de población e infraestructura como consecuencia del traslado de la escuela local, la comisaría y el palomar militar, produciéndose el decaimiento de la importancia del lugar al quedar reducido a un establecimiento ganadero y un local de comercio. 
Las razones de esto fue principalmente a que algunos propietarios de la zona comenzaron a alambrar sus propiedades, es decir a delimitar las tierras que reclamaban como propias, en una época signada por la confusión e imprecisión en la demarcación y tenencia de los predios. Algunos testimonios atribuyen el traslado al problema de las frecuentes inundaciones que el área sufría. El traslado del centro de servicios se realizó a una distancia de 18 kilómetros al oeste de la desembocadura del arroyo Picún Leufú.
Otro de los motivos de la decadencia de Picún Leufú como centro de importancia debido a su estratégica ubicación geográfica en la ruta entre el
Alto Valle del Río Negro y la zona cordillerana, se debió al trazado de la vía férrea hacia Zapala en el centro de la provincia. Esta decisión, en lugar del trazado a través de Picún Leufú selló la suerte del poblado, el cual fue perdiendo importancia paulatinamente y en forma simultánea al crecimiento
de Zapala, especialmente a partir de 1915. Hasta entonces, Picún Leufú se había constituido también como centro nodal de recepción y distribución de mercaderías producidas en la zona, como por ejemplo, lanas, cueros y otros frutos, provenientes de las localidades rionegrinas de Mencué, El Cuy, Lonco Vaca y Naupa Huén; las cuales eran transportadas en una balsa a través del río Limay para luego ser enviadas hacia otras localidades del país como por ejemplo Bahía Blanca o Buenos Aires. La vida del pueblo se basaba en intercambios entre las estancias ubicadas sobre las márgenes del río Limay y los pequeños chacareros ubicados sobre tierras fiscales que practicaban una economía llevada a cabo por los miembros de la unidad doméstica, algunos de los cuales en forma estable y otros en forma temporaria vendían su fuerza de trabajo como peones en los establecimientos ganaderos vecinos. Estos establecimientos tenían una gran importancia para la región, dado que por ejemplo la estancia San José, perteneciente a la Compañía Inglesa de Tierras contaba con aproximadamente unas 20.000 cabezas de ganado lanar, empleando en el momento de mayor auge un total de 60 peones en épocas de esquila.

### Segunda fundación
El 12 de diciembre de 1940 se considera la fecha de la segunda fundación del poblado, debido a la firma del decreto N.º 79.488 por parte del entonces Presidente de la Nación, Ramón Castillo. El pueblo constaba de 36 manzanas, sobre las cuales se encontraba el centro comunitario en solares donados por un particular de la zona. 

### Segunda refundación y traslado
Cuando el proyecto de la represa del Chocón cobró fuerza en el año 1970 se difunde la noticia de la necesidad de la reubicación del pueblo. La notificación al público en general y a los afectados en particular, se realizó cuando las obras estaban bastante avanzadas. 
Los pobladores no fueron consultados y se los obligó a abandonar sus tierras. En el caso de los ocupantes fiscales no se les tuvo contemplación alguna y perdieron todo. En el caso de los habitantes con titularidad fueron reinsertados. Luego de la expropiación realizada por Hidronor S.A. entre los años 1968 y 1969, el pueblo fue reubicado a unos 6 kilómetros al oeste del viejo emplazamiento, el 12 de diciembre de 1971. Picún Leufú estaba dividido en dos sectores: pueblo y chacras. En el pueblo habitaban, al momento de la relocalización, 17 familias agrupadas alrededor de los edificios públicos (hospital, oficina de correos, policía, juzgado y escuela pública).
De acuerdo con el Censo Nacional de Población y Vivienda de 1970, citado precedentemente, la localidad contaba con 578 habitantes, de los cuales 133 habitaban en la zona urbana (23 %), y 445 en la zona rural.  El traslado del pueblo se realizó contra la voluntad del 54% de la población que se expresó en contra de reubicarse. 
El incremento demográfico de la localidad fue otro de los impactos provocados por el megaemprendimiento. Es así como la población urbana creció enormemente mientras que la rural permaneció en el mismo nivel. Ello se debió a la radicación de mucha gente proveniente de distintos ámbitos.

## Población
Contó con 3,642 habitantes (Indec, 2010), lo que representó un incremento del 15% frente a los 3,222 habitantes (Indec, 2001) del censo anterior. La población se compuso de 1.846 varones y 1.796 mujeres, lo que arrojó un índice de masculinidad del 102.78%. En tanto, las viviendas pasaron de a ser 863 a 1.344.
Según el censo 2022 se conoció una población dentro del municipio de 4.216 habitantes y 2.041 viviendas.Además, el censo dio a conocer datos de su composición poblacional (1863 hombres 1918 mujeres), población urbana sin población rural dispersa o localidades dispersas en el municipio (3781) densidad y área urbana.
| Gráfica de evolución demográfica de Picún Leufú entre 1991 y 2022 |
|                                                                   |
| Fuente: Censos nacionales del INDEC                               |

## Parroquias de la Iglesia católica en Picún Leufú
| Diócesis  | Neuquén                  |
| --------- | ------------------------ |
| Parroquia | Sagrado Corazón de Jesús |